# Оскар Траутманн
Оскар Пауль Траутманн (нім. Oskar Paul Trautmann) (7 травня 1877 Страдов, Верхній Шпреевальд-Лаузіц, Бранденбург, Німецька імперія— 10 грудня 1950 Берлін) — німецький дипломат письменник посол посередник між Японською імперією і Китайським урядом Чан Кайші для врегулювання конфліктів під час другої японсько-китайської війни.

## Дипломатична кар'єра
Отримавши докторський ступінь у 1904 році,Траутман розпочав свою кар'єру як консул.Траутман вступив до Міністерства закордонних справ Німеччини, у 1905 році став призначений як віце-консул у Санкт-Петербурзі,Російської імперії.У 1907 став секретарем німецької делегації на Гаазькій мирній конференції про закони та звичаї війни.
У 1911 році залишив посаду в Петербурзі і поступив на службу в кадровий відділ міністерства закордонних справ. У 1913 році був призначений генеральним консулом у у місті Цюріх, Швейцарія. Після Першої світової війни займав посади, пов'язані з Далеким Сходом.У 1921 році він став призначений генеральним консулом в місті Кобе,Японської імперії, а у 1922 році був призначений радником німецького посольства в Токіо.
Між 1935 і 1938 роками він служив послом у Китаї, служачи в Нанкіні, де намагався стати посередником у 2-й японсько-китайській війні не задовго до початку другої світової війни.

## Раннє життя
Трутаманн народився 7 травня 1877 року в маленькому селі Страдов, Бранденбург.  Спочатку він навчався в гімназії Ервіна-Штрітматтера в Шпрембурзі,а потім у середній школі гімназії Фрідріха-Вільгельма у Берліні, де склав іспит на закінчення школи в 1895 році.
Він вивчав право в Берліні, спочатку цікавився різними предметами по типу історія держави і права та правознавсто перш ніж зацікавитися конституційним і міжнародним правом,що згодом призвело до його кар’єри як посла політики і дипломата Він був сильно зачарований «східнонімецькою сумішшю германської та слов'янської культур», і ще в юності він вивчив російську мову, «бо вона була дуже близькою до вендської». 

## Інтерес до китайського культурного мистецтва
Траутман також був відомим відомим китайським колекціонером живопису та бронзи  під час перебування на посаді Міністерства закордонних справ, зібравши близько 150 картин і каліграфічних робіт. 
Він збирав різне тодішне сучасне мистецтво,і навіть зустрічався з відомими китайськими художниками того часу, такими наприклад як Сюй Бейхун, Ці Байші та Чжан Дацянь.Траутманн повернув усю свою колекцію картин та каліграфічних робіт на батьківщину та включив їх у різноманітні виставки, які він сам і організовував.

## Смерть
По сьогодні нема офіційної інформаці в якій саме зоні окупації міста Берлін помер Оскар Траутманн.

## Його роботи
- Trautmann, Oskar, Der Diplomat - Der Konsul (Berlin: Lehrmittelzentralt d. DAF. 1938)
- «Росія і Велика війна 1914-1917 рр.» ХХ століття (журнал видається в Шанхаї)
- Міттер, Рана. Забутий союзник: Друга світова війна Китаю, 1937-1945 . 2013 рік.